# 張家河墓群
張家河墓群位於四川省廣元市蒼溪縣，文物遺址年代判定為清。2012年7月16日公佈為第八批四川省文物保護單位。

## 簡介[2]
張家河墓群位於四川省廣元市蒼溪縣龍王鎮清水村四組，共6座，均為清代墓葬，分佈在長45公尺，寬18公尺的810平方公尺的範圍內，呈上下兩層排列，每層各三座，均為長拱形土塚墓，坐東北向西南。墓葬時間從M1嘉慶二十二年（1818）至M6光緒二年（1876）間，跨度近60年。張家河墓群結構形制各異，其仿木構石質碑樓雕刻、裝飾配件及四周書法、人物、花卉、動物等雕刻保存完好，工藝精湛，做工精細，線條流暢，規模較大，是川北片區清代墓群的代表傑作。第三次全國文物普查新發現。